# 30 mm Breda-Mauser
La mitragliera navale Breda-Mauser 30 mm/82 Compact è un'arma automatica realizzata dalla Alenia Marconi Systems e dalla Oto-Breda, basata sul cannone automatico tedesco Mauser MK 30 mm Model F a recupero di gas.

## Progetto
Il cannone è stato realizzato utilizzando alcune tecnologie del sistema da 40mm binato, spesso abbinato al sistema antimissili Dardo. La Breda ha realizzato una torretta più piccola, facilmente riconoscibile per la sua struttura leggermente meno sferica in quanto con la base più bassa rispetto alla cupola, con due portelli di accesso per lato e uno posteriore per la manutenzione ricavati nella struttura a cupola bianca in fibra di vetro rinforzata.
La torretta è stata realizzata per essere utilizzata come armamento per la difesa ravvicinata per navi da guerra, ma in pratica è stata usata soprattutto come armamento principale delle motovedette più grosse come quelle della Guardia di Finanza, in genere abbinata ad apparati optronici di controllo tiro e sorveglianza disgiunti dall'affusto.
La torretta è stata realizzata in quattro versioni diverse, due binate e due singole, con una sola arma. In tutti i casi si tratta di cannoni tedeschi Mauser Model F, lunghezza della canna di 82 calibri, con cadenza di tiro di 600-800 colpi al minuto. La dotazione di proiettili, nel caso vi sia la torretta binata, ammonta a circa 2000 colpi in tutto. Le munizioni, essendo le potenti 30x173mm, sono compatibili con quelle del cannone dell'A-10 Thunderbolt. Il sistema di caricamento, sistemato sotto il ponte, permette oltre un minuto di fuoco alla massima cadenza di tiro. Le masse e i volumi sono sensibilmente minori rispetto al Dardo e l'arma è una specie di incrocio tra un CIWS vero e proprio, non avendone la cadenza di tiro,  e una postazione di artiglieria difensiva di media sofisticazione. In altre parole somiglia assai alla torretta russa AK-230 piuttosto che, per esempio al sistema ADG-630.
Le versioni pesano a seconda dei tipi 1600–1800 kg per i cannoni singoli di 3 modelli diversi, che diventano 1800-2100 con le munizioni, 160 in tutto. I due tipi binati, il Type A con le munizioni sopra il ponte in un deposito, e il Type B con i proiettili sotto lo stesso, con 1000 o 2000 colpi di capacità rispettivamente,  hanno una massa di 3200 o 3300 kg che a pieno carico diventano 4000 o 4900 kg. Gli affusti sono stabilizzati contro il moto ondoso.

## MARLIN - WS
Una versione dell'arma dotata di un radar di tiro localmente installato, come su molti tipi di CIWS è stata progettata con l'installazione, in una torretta molto più squadrata e grossa di un piccolo radar di tiro sul tetto di questa, un Marconi 440 con antenna parabolica. La versione, denominata MARLIN - WS (Modular Advanced Remotely controlled Lightweight Naval Weapon Station), è un avanzato sistema, sviluppato per soddisfare le esigenze emergenti della moderna guerra navale ed è adatto sia come armamento principale per le navi di piccole dimensioni o come armamento secondario per le navi più grandi, con nessuna penetrazione della piattaforma e di semplice installazione.
Il MARLIN - WS è un sistema multi-ruolo estremamente preciso ed affidabile, particolarmente efficace nell'ingaggiare simultaneamente obiettivi multipli. Il sistema usa il cannone automatico a sottrazione di gas Mauser MK 30 o ATK Mk44.
Una versione ulteriormente ridotta, ennesima riproduzione in piccolo delle tecnologie dei sistemi più grandi, usa i cannoni da 25mm ATK-M242 o cannoni Oerlikon KBA da 25mm, lunghezza 80 calibri, con munizioni da 25x145mm con una massa ancora inferiore a quella della torre binata da 30mm e simili sistemi di controllo.
Il MARLIN - WS è modulare per essere configurato secondo una vasta gamma di esigenze dei clienti. L'architettura modulare offre un'ampia combinazione di caratteristiche, come sensori ottici per il giorno e per la visione notturna, telemetro laser che può essere montato coassialmente o indipendente dalla linea di fuoco o non essere installato affatto.
Le ottime prestazioni fornite dai sistemi ad esso asserviti sono assicurati sia operando tramite la propria console di controllo remoto, sia operando tramite il Combat Management System (CMS) della nave. L'ultima generazione del software fornisce un'interfaccia semplice per essere semplicemente asservito al sistema di protezione antincendio della nave o per essere completamente integrato nel CMS tramite LAN tecnologia con il sistema di controllo del fuoco e capacità di monitoraggio video degli operatori.
Il sistema costituisce l'armamento principale dei pattugliatori Saettia Mk IV della rinata marina irachena.